# Tina Bride
Tina Bride, pseudonimo di Kim Poelmans (Sint-Truiden, 23 dicembre 1977), è una cantante belga.

## Biografia
Diplomata in contabilità, Tina Bride ha iniziato a studiare danza classica e jazz e canto quando aveva 10 anni. Nel 2000 è stata scoperta dal produttore Marc Cortens, che l'ha messa sotto contratto con l'etichetta discografica Universal Music Group. Ad ottobre dello stesso anno è uscito il suo singolo di esordio, Get to You, che ha ottenuto scarso successo raggiungendo il 49º posto in classifica in Belgio. Sarà l'inizio di una serie di singoli, il più famoso dei quali Perfect Love (che si è piazzato alla 19ª posizione ed è rimasto nella top 50 per più di tre mesi), che hanno portato alla pubblicazione, nel 2003, dell'album di debutto d'inediti della cantante, The Bride Side of Life, e sempre nello stesso anno dell'album natalizio Sinterklaas viert feest, quest'ultimo cantato in lingua olandese. Nel 2013 ha sposato la sua compagna Kathleen a Zoutleeuw.

## Discografia

### Album
- 2003 - The Bride Side of Life

### Album natalizi
- 2003 - Sinterklaas viert feest (con il Buzz Club e le M-Kids)

### Singoli
- 2000 - Get to You
- 2001 - Perfect Love
- 2001 - Don't Give Up
- 2001 - Get Another (Girlfriend)
- 2002 - Party @
- 2002 - It Feels So Good
- 2003 - Take a Chance on Me
- 2004 - Mr. Sun
- 2004 - Funky Fever
- 2007 - Close to You